# Kommission Delors I
Die Erste Europäische Kommission unter Präsident Jacques Delors war von 1985 bis 1989 im Amt. 
Die Farbe bedeutet die politische Zugehörigkeit (blau = EVP, rot = SPE, gelb = ALDE).

| Ressorts                                                                         | Staat                  | Kommissar                                                               |
| -------------------------------------------------------------------------------- | ---------------------- | ----------------------------------------------------------------------- |
| Präsident                                                                        | Frankreich             | Jacques Delors                                                          |
| kleine und mittelgroße Unternehmen, Kredite und Anlagen, Finanzielle Instrumente | Spanien                | Abel Matutes (ab 5. Januar 1986)                                        |
| Beschäftigung (bis 5. Januar 1986), Wirtschaft                                   | Deutschland            | Alois Pfeiffer (bis August 1987), Peter Schmidhuber (ab September 1987) |
| Fischerei                                                                        | Portugal               | António Cardoso e Cunha (ab 5. Januar 1986)                             |
| Institutionelle Reformen, Informationspolitik, Kultur und Tourismus              | Italien                | Carlo Ripa di Meana                                                     |
| Mittelmeerpolitik und Nord-Süd-Beziehungen                                       | Frankreich             | Claude Cheysson                                                         |
| Binnenmarkt, Steuern, Zollunion                                                  | Vereinigtes Königreich | Francis Cockfield                                                       |
| Landwirtschaft und Fischerei                                                     | Niederlande            | Frans Andriessen                                                        |
| Beziehungen zum Parlament, Regionalpolitik, Verbraucherschutz                    | Griechenland           | Grigoris Varfis                                                         |
| Haushalt, Finanzielle Kontrolle, Personal und Verwaltung                         | Dänemark               | Henning Christophersen                                                  |
| Vizepräsident, Industrie, Informationsgesellschaft, Wissenschaft, Forschung      | Deutschland            | Karl-Heinz Narjes                                                       |
| Vizepräsident, Zusammenarbeit und Entwicklung, Erweiterung                       | Italien                | Lorenzo Natali                                                          |
| Soziale Angelegenheiten, Beschäftigung, Ausbildung                               | Spanien                | Manuel Marin (ab 5. Januar 1986)                                        |
| Energie, Euratom                                                                 | Luxemburg              | Nicolas Mosar                                                           |
| Soziale Angelegenheiten, Ausbildung (beide bis 5. Januar 1986), Wettbewerb       | Irland                 | Peter Sutherland                                                        |
| Umwelt, Verbraucherschutz, Verkehr                                               | Vereinigtes Königreich | Stanley Clinton Davis                                                   |
| Äußeres, Handelspolitik                                                          | Belgien                | Willy De Clercq                                                         |